# 西口杏里沙
西口 杏里沙（にしぐち ありさ、1990年3月11日 - ）は、日本の元女性声優。現役時はアクロス エンタテインメントに所属していた。京都府出身。A型。

## 略歴
声優になるきっかけは小学生の頃から「将来はアニメーションに関わる仕事につく」と決めていたという。高校時代に演劇に触れ、それまで漫画家になりたかったが、ふと、「演じる事をやってみたい！」と思い、専門学校に進学したからである。
札幌放送芸術&ミュージック・ダンス専門学校卒業。
夏日凜子、持月玲依とのユニット「瞬間リアライズ」のメンバー。
2016年10月31日付で所属事務所を退社し、芸能界を引退。

## 人物
趣味はお菓子作りで、最近では創作料理にハマっているという。
好きな人物は谷原章介、KinKi Kids、ベッキー、好きなものは抹茶、イルカ、また、眼鏡フェチであることも明かしている。

## 後任
西口の引退後、持ち役を引き継いだ声優は以下の通り。
| 後任     | 役名                   | 概要作品                             | 後任の初担当作品                        |
| -------- | ---------------------- | ------------------------------------ | --------------------------------------- |
| 中村麻未 | アリス・マーガトロイド | 「不思議の幻想郷シリーズ」           | 『不思議の幻想郷 TOD RELOADED』         |
| 茅原実里 | 永江衣玖               | 「不思議の幻想郷シリーズ」           | 『不思議の幻想郷 -ロータスラビリンス-』 |
| 持月玲依 | カフク・アバラヤ       | 『クイズRPG 魔法使いと黒猫のウィズ』 | 2019年11月21日更新以降                  |

## 出演
太字はメインキャラクター。

### テレビアニメ
2010年
- 海月姫（TVアナウンサー）

2011年
- ペルソナ4（子犬、天気予報アナ）
- もしドラ（小島沙也香）
- ロウきゅーぶ!（生徒A）

2012年
- あらしのよるに 〜ひみつのともだち〜（小鳥2）
- えびてん 公立海老栖川高校天悶部（女子生徒A）
- さんかれあ（メイドA）
- ソードアート・オンライン（司会）
- だから僕は、Hができない。（キュール・ゼリア[7]）
- 武装神姫（西口アナ、マミちゃん）
- リトルバスターズ!（女子生徒B）

2013年
- サーバント×サービス（客）
- 八犬伝―東方八犬異聞―（天狐、女楽師）
- 八犬伝―東方八犬異聞― 第二期（子供、生徒）
- ロウきゅーぶ!SS（矢作蘭）

2014年
- いなり、こんこん、恋いろは。（美女天照、女子生徒）
- 大図書館の羊飼い（依頼者A）
- 魔法少女大戦（おあげさん[8]）
- ベイビーステップ（横山花）

### OVA
2013年
- にじいろ☆プリズムガール シリーズ（小日向虹架[9]）
  - にじいろ☆プリズムガール 第1話 ステップ トゥ ドリーム!! ※『ちゃお』2013年9月号付録
  - にじいろ☆プリズムガール 第2話 ふたりの天才 ※『ちゃお』2013年11月号付録
  - にじいろ☆プリズムガール 第3話 はじめての告白!? ※『ちゃお』2013年12月号付録
  - にじいろ☆プリズムガール 第4話 にじいろ☆プリズムガール!! ※『ちゃお』2014年1月号付録

### ゲーム
2010年
- クロスブレイブ
- 薄桜鬼 黎明録

2011年
- FAIRY TAIL PORTABLE GUILD2（アバター女C）

2012年
- PROJECT X ZONE（オミコン、キュービィ）
- みらくる超パーティー-早苗と天子の幻想迷宮-（アリス・マーガトロイド、永江衣玖、多々良小傘）

2013年
- 幻獣姫（ネコマタ）

2015年
- クイズRPG 魔法使いと黒猫のウィズ（カフク・アバラヤ）
- 幻魔郷ワンダラー（服部半蔵[10]）

2016年
- エラキス 〜永遠の塔と騎士の物語〜（アルメリア[11]）

### デジタルコミック
- 高校デビュー（2013年、長嶋晴菜[12]）
- ヒロイン失格（2014年、中島杏子[12]）
- ヤスコとケンジ（2014年、沖康子[12]）

### ナレーション
- B-eachプロジェクト ｢関西ビーチサッカー大会in芦屋｣（MC･影ナレ）

### CM
- 志摩スペイン村 TVCM出演（お姉さん役・ナレーション）

### ドラマCD
- 坂口探偵事務所
- 一騎当ちぇん!?（夏侯淵妙才[13]）

### ラジオ
- VLN放送局 パーソナリティ（Voice・Love・Network）
- だから僕は、Hなラジオができない。…ことはない。（音泉、HiBiKi Radio Station：2012年7月4日 - 10月17日）
- 西口杏里沙とはんなりいきましょか。（BBQR：2012年10月2日 - 12月25日、超!A&G+：2012年10月4日 - 12月27日）[14]

### 舞台
- 舞台版 実は私は（2016年5月11日 - 15日、新宿村LIVE） - 白神桐子 役[15]